# Unai Núñez
Unai Núñez Gestoso, né le 30 janvier 1997 à Sestao, est un footballeur international espagnol évoluant au poste de défenseur central au Hellas Verona, en prêt du RC Celta.

## Biographie

### Formation
Natif de Sestao dans le Pays basque espagnol, Unai Núñez est formé au football dans le grand club de la région, l'Athletic Bilbao. Après un parcours junior de huit ans, de 2007 à 2015, il gravit pas à pas les échelons le menant à l'équipe première en jouant au CD Baskonia puis en équipe B de l'Athletic.

### Athletic Bilbao
Núñez devient professionnel à l'orée de la saison 2017-2018. Il joue son premier match avec l'Athletic le 20 août 2017 à San Mamès, titulaire en défense centrale lors d'un nul 0-0 contre Getafe en Liga. Malgré son jeune âge, il peut compter sur la confiance de José Ángel Ziganda, nouvel entraîneur du club. Núñez enchaîne ainsi les titularisations en championnat, débutant ses trente-trois matchs. Le défenseur inscrit son premier but pour Bilbao le 31 mars 2018 en ouvrant le score contre le Celta de Vigo (1-1). En parallèle, il découvre la compétition européenne en novembre 2017. Pour son premier match de Ligue Europa, Núñez se fait expulser face à l'Östersunds FK à la suite d'un second carton jaune. 
La saison suivante est nettement plus délicate pour l'espoir basque qui perd en temps de jeu. Núñez dispute un total de douze rencontres de Liga et débute sur le banc à vingt-deux reprises. 

### En équipe nationale
Núñez est sacré champion d'Europe avec l'équipe d'Espagne espoirs en juin 2019 après la victoire de la Rojita contre l'Allemagne en finale.
Núñez est convoqué par Robert Moreno avec l'équipe d'Espagne en août 2019 dans le cadre des éliminatoires de l'Euro 2020. Il honore sa première sélection le 8 septembre 2019 en remplaçant le capitaine Sergio Ramos contre les îles Féroé (4-0).

## Statistiques

### Statistiques détaillées
| Saison                | Club                  | Championnat           | Championnat | Championnat | Coupe(s) nationale(s) | Coupe(s) nationale(s) | Supercoupe | Supercoupe | Compétition(s) continentale(s) | Compétition(s) continentale(s) | Compétition(s) continentale(s) | Espagne | Espagne | Total | Total |
| Saison                | Club                  | Division              | M.          | B.          | M.                    | B.                    | M.         | B.         | Comp.                          | M.                             | B.                             | M.      | B.      | M.    | B.    |
| 2017-2018             | Athletic Bilbao       | Liga                  | 33          | 1           | -                     | -                     | -          | -          | C3                             | 3                              | 0                              | -       | -       | 36    | 1     |
| 2018-2019             | Athletic Bilbao       | Liga                  | 12          | 0           | 2                     | 0                     | -          | -          | -                              | -                              | -                              | -       | -       | 14    | 0     |
| 2019-2020             | Athletic Bilbao       | Liga                  | 20          | 0           | 6                     | 0                     | -          | -          | -                              | -                              | -                              | 1       | 0       | 27    | 0     |
| 2020-2021             | Athletic Bilbao       | Liga                  | 25          | 1           | 4                     | 1                     | -          | -          | -                              | -                              | -                              | 1       | 0       | 30    | 2     |
| 2021-2022             | Athletic Bilbao       | Liga                  | 8           | 0           | -                     | -                     | 2          | 0          | -                              | -                              | -                              | -       | -       | 10    | 0     |
| Sous-total            | Sous-total            | Sous-total            | 98          | 2           | 12                    | 1                     | 2          | 0          | -                              | 3                              | 0                              | 1       | 0       | 116   | 3     |
| 2022-2023             | Celta de Vigo (prêt)  | Liga                  | 36          | 0           | 3                     | 0                     | -          | -          | -                              | -                              | -                              | -       | -       | 39    | 0     |
| 2023-2024             | Celta de Vigo (prêt)  | Liga                  | 23          | 1           | 3                     | 0                     | -          | -          | -                              | -                              | -                              | -       | -       | 26    | 1     |
| Sous-total            | Sous-total            | Sous-total            | 59          | 1           | 6                     | 0                     | 0          | 0          | -                              | 0                              | 0                              | 0       | 0       | 65    | 1     |
| Total sur la carrière | Total sur la carrière | Total sur la carrière | 157         | 3           | 18                    | 1                     | 2          | 0          | -                              | 3                              | 0                              | 1       | 0       | 181   | 4     |

### Match international
|     | Date             | Lieu                       | Adversaire | Résultat | Compétition             | Notes                                                           |
| --- | ---------------- | -------------------------- | ---------- | -------- | ----------------------- | --------------------------------------------------------------- |
| 1re | 8 septembre 2019 | El Molinón, Gijón, Espagne | Îles Féroé | 4-0      | Éliminatoires Euro 2020 | Entre en jeu à la place de Sergio Ramos à la 84e minute de jeu. |

## Palmarès
- Vainqueur du Championnat d'Europe espoirs en 2019 avec l'équipe d'Espagne espoirs.
- Vainqueur de la Supercoupe d'Espagne en 2021 avec l'Athletic de Bilbao.